# White Hills Brook (Big Beaver Pond)
White Hills Brook is een 2,4 km lange rivier die zich in het oosten van het Canadese schiereiland Labrador bevindt. 

## Verloop
Het riviertje White Hills Brook heeft het noordelijkste punt van White Hills Pond, een relatief groot meer aan de oostrand van de White Hills, als beginpunt. Het watert dat meer in noordelijke richting af om iets meer dan 2 km verder uit te monden in Big Beaver Pond. Over die korte afstand stroomt het riviertje doorheen drie kleine, naamloze meertjes.
De monding van White Hills Brook bevindt 11 km ten zuidwesten van Table Bay en 13 km ten zuiden van het spookdorp Table Bay.